# Austroicetes
Austroicetes is een geslacht van rechtvleugeligen uit de familie veldsprinkhanen (Acrididae). De wetenschappelijke naam van dit geslacht is voor het eerst geldig gepubliceerd in 1925 door Uvarov.

## Soorten
Het geslacht Austroicetes omvat de volgende soorten:
- Austroicetes arida Key, 1954
- Austroicetes cruciata Saussure, 1888
- Austroicetes frater Brancsik, 1897
- Austroicetes interioris White & Key, 1957
- Austroicetes nullarborensis Key, 1954
- Austroicetes pusilla Walker, 1870
- Austroicetes tenuicornis Key, 1954
- Austroicetes tricolor Sjöstedt, 1920
- Austroicetes vulgaris Sjöstedt, 1932